# 1941
| 1941                                               |
| -------------------------------------------------- |
| Dødsfald - Fødsler                                 |
| • Begivenheder • Film • Litteratur • Musik • Sport |

| Gregoriansk kalender | 1941 MCMXLI             |
| Ab urbe condita      | 2694                    |
| Armensk kalender     | 1390 ԹՎ ՌՅՂ             |
| Kinesiske kalender   | 4637 – 4638 庚辰 – 辛巳 |
| Etiopisk kalender    | 1933 – 1934             |
| Jødisk kalender      | 5701 – 5702             |
| Hindukalendere       |                         |
| - Vikram Samvat      | 1996 – 1997             |
| - Shaka Samvat       | 1863 – 1864             |
| - Kali Yuga          | 5042 – 5043             |
| Iransk kalender      | 1319 – 1320             |
| Islamisk kalender    | 1360 – 1361             |

Konge i Danmark: Christian 10. 1912-1947
Se også 1941 (tal)

## Begivenheder

### Januar
- 1. januar – Statsminister Th. Stauning holder en radiotransmitteret nytårstale til danskerne.
- 21. januar – Australske og britiske tropper angriber Tobruk i Libyen
- 25. januar - de første danske frivillige i allieret tjeneste under 2. verdenskrig bliver taget i ed i England. Det er to officerer og 13 menige, der denne dag som de første træder i aktiv krigstjeneste mod Tyskland
- 25. januar - tre danske officerer idømmes henholdsvis 8-års, 14-års og livsvarigt fængsel for spionage mod Tyskland
- 30. januar - Aalborghallen brænder ned

### Februar
- 5. februar - Danmark udleverer under pres seks (otte?) torpedobåde til den tyske marine
- 25. februar - Februarstrejken i Holland er den første folkelige protest mod den nazistiske besættelse noget sted i Europa

### Marts
- 1. marts - Bulgarien slutter sig til Tremagtspagten bestående af Tyskland, Japan og Italien
- 3. marts - Operation Claymore
- 8. marts – Statsminister Th. Stauning taler i Studenterhuset om den nazistiske nyordning af økonomien.[1]
- 12. marts - indbyggerne på Hebriderne gemmer tusinder af flasker whisky fra et skibbrud for myndighederne

### April
- 3. april - Irak får et aksemagtvenligt styre
- 6. april – Tyskland indleder Balkanfelttoget og invaderer Jugoslavien og Grækenland
- 9. april - Danmarks gesandt i Washington, Henrik Kaufmann, underskriver "på kongens vegne" og med tilslutning fra landsfogederne i Grønland, en overenskomst med USA om forsvaret af Grønland. Den gav USA ret til at bygge militære anlæg i den daværende danske koloni
- 10. april - USA besætter Grønland
- 13. april - Sovjetunionen og Japan indgår en ikke-angrebspagt

- 17. april – den kongelige jugoslaviske hær kapitulerer
- 20. april - 100 tyske bombefly angriber Athen
- 21. april – Grækenland kapitulerer

### Maj
- 6. maj - Josef Stalin afløser Vjatjeslav Molotov som premierminister i Sovjetunionen
- 9. maj - den tyske Ubåd U-110 erobres af englænderne og afslører en del af hemmeligheden om Enigma
- 10. maj - Underhuset i London bliver ødelagt under et tysk bombeflyangreb
- 11. maj - den første Messerschmidt 109F bliver skudt ned over England
- 15. maj - det første britisk udviklede jetfly Gloster E.28/39 flyver første gang
- 17. maj - Slaget om Kreta
- 20. maj - tyske faldskærmstropper invaderer Kreta
- 21. maj - det tyske luftvåben erobrer Maleme lufthavn på Kreta
- 24. maj - det tyske slagskib Bismarck sænker den britiske slagkrydser HMS Hood, hvis besætning på 1.418 mand alle omkommer, bortset fra tre ombordværende.
- 27. maj – det tyske slagskib Bismarck sænkes af Royal Navy 500 sømil vest for Brest i Frankrig og mere end 2.000 ombordværende omkommer

### Juni
- 1. juni - det sidste allierede holdepunkt i Grækenland, Kreta, falder til de tyske besættelsestropper efter voldsomme kampe med store tab på begge sider
- 2. juni - Diktatorerne Adolf Hitler og Benito Mussolini mødes i Brennerpasset
- 2. juni - der indføres tøjrationering i England
- 8. juni - De Allierede invaderer Syrien og Libanon
- 14. juni - tyske og engelske aktiver i USA indefryses
- 14. juni - Sovjetbesættelsesmagten gennemfører junideportationerne fra Estland, Letland, Litauen, Hviderusland, Ukraine og Moldavien - mere end 100.000 mennesker sendes til tvangsarbejdslejre eller kolonibosættelser i Sibirien
- 22. juni - Nazityskland og flere af dets allierede angriber Sovjetunionen under Operation Barbarossa. Tyskerne regner med en sejr inden vinteren, grundet russernes materielmangel
- 22. juni - den tyske besættelsesmagt giver ordre til, at alle danske kommunister skal arresteres og interneres
- 28. juni - tyskerne indtager Minsk
- 28. juni - den tyske besættelsesmagt begynder hvervningen til Frikorps Danmark - et dansk korps under Waffen SS. Det skete med den danske regerings godkendelse - men dog ikke uden et opgør i ministeriet
- 29. juni - Land og Folk udkommer som det første illegale danske blad

### Juli
- 5. juli - de tyske tropper når floden Dnepr i Sovjetunionen
- 10. juli - tyskerne krydser floden Dnjepr i Ukraine
- 10. juli - Danmark sætter varmerekord i juli med 35,3 °C målt på Mors

### August
- 5. august - den tyske hær tager 400.000 fanger ved Smolensk og Uman
- 12. august - Marskal Philippe Pétain opfordrer franskmændene til at støtte nazisterne
- 14. august - Winston Churchill og Franklin D. Roosevelt underskriver Atlanterhavserklæringen, en hensigtserklæring om verden efter 2. verdenskrig. Den regnes som det første skridt henimod oprettelsen af NATO
- 18. august - den danske Rigsdag vedtager enstemmigt Loven om Forbud mod Kommunistisk Virksomhed
- 20. august - Folketinget forbyder ved den såkaldte kommunistlov Danmarks Kommunistiske Parti
- 30. august - tyskerne indleder deres belejring af Leningrad (Sankt Petersborg), som varer ved indtil januar 1943

### September
- 1. september - tysk politi beordrer alle jøder over 6 år til at bære den gule davidsstjerne, når de færdes offentligt
- 11. september - efter en skudveksling nord for Island mellem et amerikansk og et tysk krigsskib, erklærer USA's præsident Franklin D. Roosevelt, at tyske skibe fra nu af sejler i amerikanske farvande på eget ansvar
- 11. september -  konstruktionen af Pentagon-bygningen sættes i gang
- 19. september - Tyskerne indtager Kijev i Sovjetunionen
- 20. september - i Litauen begynder litauiske nazister og lokalt politi massehenrettelser af 403 jøder i indledningen, til det der senere bliver til Holocaust
- 23. september - Charles de Gaulle danner fransk eksilregering i London
- 30. september - efter store logistiske udfordringer, er tyskerne endelig klar til at fortsætte Operation Barbarossas

### Oktober
- 28. oktober - Holocaust i Kaunas i Litauen, hvor mere end 9.000 jøder fra Kaunas' ghetto bliver skudt i en massakre

### November
- 12. november - de tyske tropper må indstille deres forsøg på at indtage Moskva
- 25. november - Danmark underskriver Antikominternpagten
- 26. november - USA's præsident Franklin Delano Roosevelt underskriver loven, der gør den fjerde torsdag i november til Thanksgivingdag i USA
- 26. november - en flåde på seks Hangarskibe under kommando af den japanske viceadmiral Chuichi Nagumo forlader Hitokapu Bay med kurs mod Pearl Harbor under streng radiotavshed

### December
- 1. december - den japanske kejser Hirohito underskriver en krigserklæring mod USA
- 6. december - Franklin D. Roosevelt retter fredsappel til Japans kejser Hirohito
- 6. december - den russiske hær igangsætter en storstilet mod-offensiv mod de tyske tropper ved Moskva
- 7. december – 353 japanske fly under ledelse af admiral Nagumo angriber den amerikanske stillehavsflåde i Pearl Harbor, Hawaii , 68 dræbt, 35 såret og 3 fly skudt ned
- 7. december - Adolf Hitler udsteder sit nat og tåge-dekret, som beordrer politiet til at tage gidsler i forbindelse med undergrundsaktiviteter, og lade dem forsvinde uden spor
- 8. december - USA, England og Australien erklærer krig mod Japan efter angrebet på Pearl Harbor
- 11. december - Tyskland erklærer krig mod USA og afbryder de diplomatiske forbindelser
- 12. december - 2. verdenskrig: Storbritannien erklærer krig mod Bulgarien. Ungarn og Rumænien erklærer krig mod USA. Indien erklærer krig mod Japan
- 13. december - Kongeriget Ungarn og Kongeriget Rumænien erklærer krig mod USA
- 19. december – Adolf Hitler tager fuldstændig kommando over den tyske hær
- 26. december - Hongkong overgiver sig til de japanske tropper efter syv dages kamp

## Født

### Januar
- 5. januar – Hayao Miyazaki, japansk filminstruktør og tegneserieskaber.
- 8. januar – Ole Søltoft, dansk skuespiller (død 1999).
- 9. januar – Joan Baez, sangerinde og sangskriver, i Staten Island, New York, USA.
- 14. januar – Faye Dunaway, amerikansk skuespillerinde.
- 21. januar – Plácido Domingo, spansk tenor.
- 24. januar – Neil Diamond, amerikansk sanger.
- 26. januar – Scott Glenn, amerikansk skuespiller.
- 30. januar – Dick Cheney, amerikansk vicepræsident.

### Februar
- 7. februar – Kevin Crossley-Holland, britisk forfatter og oversætter.
- 8. februar – Nick Nolte, amerikansk skuespiller.
- 8. februar – Wivi Leth, dansk børnebogsforfatter (død 2020).
- 10. februar – Lise Roos, dansk filminstruktør (død 1997).
- 11. februar – Sergio Mendes, brasiliansk musiker (død 2024).
- 21. februar – Bent Bertramsen, dansk journalist og tv-vært (død 1997).

### Marts
- 19. marts - Keld Zeruneith, dansk litteraturforsker, lyriker og lektor.
- 22. marts - Bruno Ganz, schweizisk skuespiller (død 2019).
- 26. marts - Richard Dawkins, engelsk etolog og evolutionsteoretiker.

### April
- 7. april – Gorden Kaye, engelsk skuespiller (død 2017).
- 8. april – Vivienne Westwood, britisk modedesigner (død 2022)
- 12. april – Bobby Moore, engelsk fodboldspiller (død 1993).
- 18. april – Michael D. Higgins, irsk præsident.
- 20. april – Ryan O'Neal, amerikansk skuespiller (død 2023).
- 23. april – Paavo Lipponen, finsk politiker.
- 23. april - Ray Tomlinson, amerikansk programmør (død 2016).
- 23. april - Knud Thorbjørnsen, dansk koncertarrangør (død 2001).
- 28. april – Ann-Margret, svensk-amerikansk skuespillerinde.

### Maj
- 4. maj – Jannik Hastrup, dansk animator.
- 9. maj – Bodil Busk Laursen, dansk museumsdirektør og -inspektør.
- 13. maj – Brigitte Kolerus, dansk skuespiller, instruktør og forfatter (død 2001).
- 14. maj – Gertrud Spliid, dansk operasanger (død 2007).
- 19. maj – Ritt Bjerregaard, dansk politiker (død 2023).
- 19. maj – Nora Ephron, amerikansk filminstruktør (død 2012).
- 24. maj – Bob Dylan, amerikansk sanger/sangskriver.

### Juni
- 19. juni − Magnus Härenstam, svensk skuespiller og tv-vært (død 2015).
- 22. juni - Michael Lerner, amerikansk skuespiller (død 2023)
- 23. juni – Hans-Jørgen Nielsen, dansk forfatter, kritiker og redaktør (død 1991).
- 23. juni – Jens Ulstrup, dansk kemiker og professor.

### Juli
- 13. juli – Robert Forster, amerikansk skuespiller (død 2019).
- 17. juli - Svend Bergstein, dansk militærmand og politiker (død 2014).
- 18. juli – Ole Fritsen, dansk professionel fodboldspiller og -træner (død 2008).
- 23. juli - Sergio Mattarella, italiensk politiker og 12. præsident for Italien.
- 25. juli - Britta Schall Holberg, dansk minister (død 2022).
- 29. juli – David Warner, engelsk skuespiller (død 2022).
- 30. juli – Paul Anka, canadisk skuespiller og sanger.

### August
- 3. august – Esben Høilund Carlsen, dansk filminstruktør (død 2011).
- 14. august – David Crosby, amerikansk sanger og musiker (død 2023).
- 20. august – Slobodan Milošević, serbisk tidligere præsident (død 2006).
- 25. august – Holger Bech Nielsen, dansk teoretisk fysiker.

### September
- 1. september – Julia Varady, ungarsk sopran.
- 9. september – Bernie Sanders, amerikansk politiker.
- 9. september – Otis Redding, amerikansk soulsanger (død 1967).
- 9. september – Teddy Edelmann, dansk sanger (død 2018).
- 13. september – Ahmet Necdet Sezer, tyrkisk præsident.
- 25. september – Hans Kristensen, dansk filminstruktør.

### Oktober
- 1. oktober – Lars Knutzon, dansk skuespiller.
- 28. oktober - Hank Marvin, engelsk guitarist.
- 28. oktober – Elisabeth Arnold, dansk politiker fra Radikale Venstre.

### November
- 1. november – Uffe Ellemann-Jensen, dansk tidligere udenrigsminister (død 2022).
- 22. november – Tom Conti, skotsk skuespiller.
- 24. november – Pete Best, tidligere medlem af The Beatles.
- 28. november – Jesper Thilo, dansk jazz-saxofonist.

### December
- 9. december – Dea Trier Mørch, dansk forfatter og billedkunstner (død 2001).
- 9. december – Beau Bridges, amerikansk skuespiller.
- 31. december – Alex Ferguson, skotsk fodboldtræner.
- 31. december – Sarah Miles, engelsk skuespillerinde.
- ukendt - G. Bruce Boyer, journalist

## Dødsfald

### Januar
- 4. januar – Henri Bergson, fransk filosof og nobelprismodtager (født 1859).
- 5. januar – Amy Johnson, engelsk flypioner (født 1903).
- 8. januar – Lord Robert Baden-Powell, spejderbevægelsens stifter (født 1857).
- 11. januar – Emanuel Lasker, tysker og verdensmester i skak fra 1894-1921 (født 1868).
- 13. januar – James Joyce, irsk forfatter (født 1882).

### Februar
- 15. februar – Guido Adler, østrigsk musikhistoriker (født 1855).
- 21. februar – Frederick Banting, canadisk læge og nobelprismodtager (født 1891).
- 28. februar – Alfons 13., spansk konge (født 1886).

### Marts
- 6. marts – Gutzon Borglum, amerikansk billedhugger (født 1867).
- 28. marts – Virginia Woolf, engelsk forfatter (født 1882).

### April
- 16. april – Laust Rasmussen, dansk politiker og minister (født 1862).

### Maj
- 4. maj – Jørgen Olrik, dansk historiker og museumsinspektør (født 1875).

### Juni
- 4. juni – Wilhelm 2., tysk ekskejser (født 1859).
- 20. juni – Peder Mønsted, dansk maler (født 1859).

### Juli
- 11. juli – Arthur Evans, britisk arkæolog (født 1851).
- 26. juli – Henri Léon Lebesgue, fransk matematiker (født 1875).

### August
- 7. august – Rabindranath Tagore, indisk forfatter og nobelprismodtager (født 1861).
- 9. august – Ingeborg Nørregaard Hansen, kgl. dansk kammersanger (født 1874).
- 14. august – Paul Sabatier, fransk kemiker og nobelprismodtager (født 1854).
- 25. august – Johannes Magdahl Nielsen, dansk arkitekt og kgl. bygningsinspektør (født 1862).
- 30. august – Peder Oluf Pedersen, dansk ingeniør, rektor og professor (født 1874).

### September
- 27. september – Niels Larsen Stevns, dansk maler (født 1864).
- 28. september – Kirstine Meyer, dansk lærer og fysiker (født 1861).

### Oktober
- 1. oktober – Palle Rosenkrantz, dansk forfatter (født 1867).
- 14. oktober – Hjalmar Söderberg, svensk/dansk forfatter (født 1869).

### November
- 17. november – Robert Schmidt, dansk skuespiller (født 1882).
- 18. november – Walther Hermann Nernst, tysk kemiker og nobelprismodtager (født 1864).
- 26. november – Niels Hansen Jacobsen, dansk billedhugger og keramiker (født 1861).
- 27. november – Hermann Koch, dansk præst og stifter (født 1878).

### December
- 3. december - Christian Sinding, norsk komponist (født 1856).
- 12. december – Agnes Lunn, dansk maler og billedhugger (født 1849).
- 7. december – 353 japanske fly under ledelse af admiral Nagumo angriber den amerikanske stillehavsflåde i Pearl Harbor, Hawaii , 68 dræbt, 35 såret og 3 fly skudt ned

## Nobelprisen
- Fysik – Ingen prisuddeling.
- Kemi – Ingen prisuddeling.
- Medicin – Ingen prisuddeling.
- Litteratur – Ingen prisuddeling.
- Fred – Ingen prisuddeling.

## Sport
- 16. februar – Carl Henrik Andersen forsøger for 2. gang at blive europamester i professionel letvægtsboksning, da han i Berliner Sportpalast møder den østrigske europamester Karl Blaho, men taber på point efter 15 omgange.

## Musik
- Olivier Messiaen komponerer som krigsfange i Tyskland sin Quatuor pour la fin de temps. Kvartetten bliver uropført af Messiaen og tre andre fanger i Stalag VIII A med 5000 krigsfanger som tilhørere.

## Film
- Alle går rundt og forelsker sig, dansk film.
- En forbryder, dansk film.
- En mand af betydning, dansk film.
- En søndag på Amager, dansk film.
- Far skal giftes, dansk film.
- Frøken Kirkemus, dansk film.
- Gå med mig hjem, dansk film.
- Niels Pind og hans dreng, dansk film.
- Peter Andersen, dansk film.
- Tag det som en mand, dansk film.
- Tag til Rønneby Kro, dansk film.
- Tak fordi du kom, Nick, dansk film.
- Thummelumsen, dansk film.
- Tobiasnætter, dansk film.
- Tror du jeg er født i går?, dansk film.
- Wienerbarnet, dansk film.